# William Nord
William Nord es un editor y estratega digital sueco, que actualmente trabaja como redactor jefe en natcasinoutanlicens.com, un sitio de comparación de casinos online sin licencia sueca. Es conocido por su implicación en la industria del iGaming, concretamente en la parte que afecta a los casinos en línea sin licencia sueca que prestan servicios a jugadores suecos.

## Biografía
Nord se licenció en Comercio, Comunicación Digital y Medios de Comunicación por la Universidad de Linköping en 2010. Comenzó su carrera en la industria del juego con un traslado a Malta. Allí empezó en el servicio de atención al cliente de LeoVegas, un casino online. Este puesto le permitió conocer mejor el sector de los juegos de azar. Al cabo de un año, consiguió un puesto como especialista en marketing, lo que marcó el inicio de su carrera en este sector.
Tras su paso por LeoVegas, Nord desempeñó diversas funciones en el departamento de medios de comunicación y marketing de varias grandes empresas de iGaming, como Kindred Group, Bet365 y OddsJam.
El Sr. Nord ha aparecido en varios medios de comunicación compartiendo sus puntos de vista sobre la regulación del juego en línea en Suecia. Ha hablado del impacto de esta normativa en los jugadores suecos, incluida la tendencia a que cada vez más jugadores recurran a casinos en línea sin licencia sueca.